# Včelín (přírodní památka)
Včelín je přírodní památka u Cvrčovic v okrese Kroměříž. Důvodem ochrany je výslunná stráň s výskytem teplomilné květeny.